# C-dur
C-dur er en toneart hvor C er grundtonen.
Den fundamentale akkord i C-dur indeholder tonerne C-E-G. 
C-dur-skalaen er
På et klaver holder C-durskalaen sig på de hvide tangenter.
C-dur-akkord: